# Prix Heredia
Le prix Heredia est un prix de l'Académie française annuel de poésie, créé en 1928 et reconstitué en 1994 par le regroupement des prix et fondations de Heredia, Pascal Forthuny, Émile Hinzelin, Kastner-Boursault et Le Fèvre-Deumier,.
José-Maria de Heredia, né le 22 novembre 1842 à Cuba et mort le 3 octobre 1905 en France, est un homme de lettres d'origine cubaine.

## Historique
Le 31 décembre 1925, il est inscrit dans les procès verbaux de l'Académie française : « Le Comité Heredia, présidé par Jean Richepin, a décidé de donner à l'Académie une rente de 3 000 francs à charge [pour] celle-ci de fonder un prix qui devra s'appeler "Prix Heredia". Remerciements de l'Académie qui aborde et continuera dans sa prochaine séance l'examen des conditions proposées pour l'attribution du Prix. »
Le 7 janvier 1926, il est indiqué : « Jean Richepin précise les conditions de la donation offerte par le "Comité Heredia". Acceptation du projet de donation. Remerciements de l'Académie. »
Le 28 avril 1927, est notifié le « décret autorisant l'Académie à accepter la donation du Comité Hérédia [sic]. »
Le prix est remis pour la première fois le 19 juillet 1928.

## Liste des lauréats

### Années 1920
- 1928 : Armand Godoy pour l'ensemble de son œuvre poétique
- 1929 : Marie Noël pour Les Chansons et les heures

### Années 1930
- 1930 : Alfred de Bengoechea (1877-1954) pour l'ensemble de son œuvre poétique
- 1932 : 
  - Ventura-Garcia Calderón (1886-1959) pour l'ensemble de son œuvre poétique
  - Gabriel Volland pour Le Miroir du mensonge
- 1933 : Mme Claude Jonquière pour Sonnets espagnols
- 1934 : Max Daireaux pour l'ensemble de son œuvre poétique
- 1935 : Mathilde Pomès pour Ces mots
- 1937 : Germain Trézel (1877-1946) pour Si canimus silvas...
- 1938 : Jules Supervielle pour l'ensemble de son œuvre
- 1939 : 
  - Comtesse de Magallon pour La Guirlande de Marie
  - François Ducaud-Bourget pour Notre-Dame de Haute-Mort
  - Fernand Sablot pour Visions indochinoises

### Années 1940
- 1940 : Horacio Oyhanarte pour Bréviaire de la Fainéantise
- 1942 : Jacques Soufflet
- 1943 : André Guillon pour La ronde des vivants et des morts
- 1945 : Alfred Rosset pour Le ramasseur de lune
- 1947 : Maurice Morisset pour Quatorze sonnets
- 1949 : Jean Cazedessus (1875-1955) pour L'ombre de l'amour

### Années 1950
- 1950 : Henry Charpentier pour Sonnets
- 1951 : Paul Lorenz (1903-1996) pour Sonnets
- 1952 : Armand Godoy pour l'ensemble de son œuvre poétique
- 1953 : André Cachera pour Quatorze sonnets à l'ancienne
- 1954 : Adolphe Costa du Rels pour Les Croisés de la haute mer
- 1955 : Donegal pour Héroïca
- 1957 : Alice-Georges Vallières pour À l’Enseigne de l’Orme
- 1958 : Serge Ouna pour Guirlande des Minarets
- 1959 : 
  - M. O. Kervella pour 14 sonnets
  - Henri Martin pour Poèmes de la Vôge

### Années 1960
- 1960 : M. Somchay pour La porte d’ivoire
- 1962 : Gilbert de Chambertrand pour D’Azur et de Sable
- 1963 : Jacques Vivent (1892-19..) pour Quatorzains
- 1965 : Georges Labro pour Sonnets
- 1966 : Pierre Osenat pour Chants des Antilles
- 1967 : 
  - Claude-Paul Couture pour Couronne à ma jeunesse
  - Louis Morand pour Poèmes
- 1969 : M. Parrical-Siorac pour Signes et intersignes

### Années 1970
- 1974 : Marcel Passarini pour Épigrammes de l’Anthologie palatine
- 1975 : Gérard de Marnay pour Poèmes pour mes amis
- 1976 : Brigitte Level pour Le Poète et l’Oiseau
- 1977 : Katia Granoff pour Naguère
- 1978 : 
  - Marie Bonafous (1901-1980) pour L’aigle royal
  - Gabrielle Gediking-Ferrand (1887-1984) pour Dernières miettes
  - Pierre A. Leclerc pour Moments circonstanciels
- 1979 : Paule Verdier pour 30 Mars

### Années 1980
- 1980 : Louis-P. Bouquet pour Crépuscules
- 1981 : Jacques Puel pour Résurgence
- 1982 : Anne Aubier pour Poèmes d’une paralysée
- 1984 :
  - Henriette Boute-Kerollier pour Destins de haut-bord
  - Jean-Charles Payen (1931-1984) pour Après moi le poète
  - Hermine Venot-Focké (1901-2003) pour Moisson de l’amitié
- 1985 :
  - Michel Bulteau pour Khôl
  - Pierre Sebert (1916-....) pour Les guirlandes de mon cœur
- 1986 : Roger Bonhomme pour Encore un soir
- 1987 :
  - Jean Fournier (1920-....) pour Cantilènes et Béatitudes
  - Willy-Paul Romain pour Suite ancienne
- 1989 :
  - Philippe de Chaunac-Lanzac pour Traduit de votre cœur
  - Andrés García pour Églantine de sang

### Années 1990
- 1990 : Henri Cuny pour Qu’est-ce que la poésie ?
- 1991 : René Bourdier pour Vendanges d’une mémoire
- 1992 :
  - Michel Calonne pour Un silex à la mer
  - Maurice Courant pour Amare doloris amor
- 1993 :
  - William Cliff pour Fête nationale
  - Pierre Kérébel pour Les Yeux du cœur et De Rêves et de Beautés
- 1994 :
  - Jean Berthet pour l'ensemble de ses ouvrages
  - Ali Smaoui pour Prométhée vole toujours
- 1996 : Christina Orcyanac pour Bestiaire étrange
- 1997 :
  - Jacqueline Candello pour Ad lumen
  - Georges Lapicque, dit Jean de Lost-Pic pour Marines
- 1998 : Jacqueline Grange (1924-....) pour Comme des flaques de soleil
- 1999 :
  - Henry Germès pour Mes trois Muses
  - Lucette Moreau pour Rimes en bouquets

### Années 2000
- 2000 :
  - Jean Rimeize (1930-2007) pour D’une très petite tour
  - Louise-Anne Verdickt pour De la magie de l’être
- 2001 : Tristan Buridant pour L’Or des songes
- 2002 : 
  - Jacqueline de Beaumont pour La Chair des dieux
  - Michel Guimbal pour Mon beau navire, ô ma mémoire
- 2004 : Maurice Thuilière pour Assez brève histoire du sonnet
- 2005 : M. Chaunes (1943-....) et M. Sylvoisal pour La furie française
- 2006 :
  - Jacques Ancet pour Diptyque avec une ombre
  - Philippe Martial pour Récital
- 2007 : Youri pour Poèmes de jour, poèmes de nuit
- 2009 : Kama Sywor Kamanda pour l'édition intégrale de son œuvre poétique

### Années 2010
- 2010 : Sylvie Méheut pour Immanences
- 2011 : Loránd Gáspár pour Derrière le dos de Dieu
- 2012 : Nicolas Gille (1956-....) pour Un ciel simple
- 2013 : Jean-Jacques Viton pour Zama
- 2014 : Pierre Vinclair pour Les Gestes impossibles
- 2015 : Claude Beausoleil pour Mystère Wilde
- 2016 : Yves Mabin Chennevière pour Errance à l’os
- 2017 : Flora Aurima-Devatine (1942-....) pour Au vent de la piroguière. Tifaifai
- 2018 : Jean-Charles Vegliante pour Où nul ne veut se tenir
- 2019 : Denis Rigal pour La Joie peut-être

### Années 2020
- 2020 : Charlélie Couture pour La Mécanique du ciel[6].
- 2021 : Joël Vernet pour L’oubli est une tache dans le ciel
- 2022 : Jean D’Amérique pour Rhapsodie rouge[7]
- 2023 : Marie Étienne pour Sommeil de l’ange[8]
- 2024 : Christophe Manon pour Porte du Soleil